# XL Bermuda Open 2007
L'XL Bermuda Open 2007 è stato un torneo di tennis facente parte della categoria ATP Challenger Series nell'ambito dell'ATP Challenger Series 2007. Il torneo si è giocato a Paget in Bermuda dal 16 al 22 aprile 2007 su campi in terra verde e aveva un montepremi di $100 000.

## Vincitori

### Singolare
Mariano Zabaleta ha battuto in finale  Frank Dancevic con il punteggio di 7–5, 5–7, 6–3

### Doppio
Marcelo Melo /  André Sá hanno battuto in finale  Benedikt Dorsch /  Serhij Stachovs'kyj con il punteggio di 6–2, 6–4